# Tapolybánya
Tapolybánya (1899-ig Tót-Jesztreb, szlovákul: Jastrabie nad Topľou) község Szlovákiában, az Eperjesi kerületben, a Varannói járásban.

## Fekvése
Varannótól 8 km-re északnyugatra, a Tapoly bal partján található.

## Története
A település a 13. században – de lehetséges, hogy már előbb – keletkezett. 1363-ban említik először, a csicsvai uradalomhoz tartozott. 1600-ban 13 jobbágyháza, evangélikus temploma és lelkészsége volt. 1715-ben 8, 1720-ban 9 háztartása adózott.
A 18. század végén Vályi András így ír róla: „Tót Jesztreb. Tót falu Zemplén Várm. földes Ura Sulyovszky, és több Urak, lakosai elegyesek, fekszik Toplya vize mentében, Varannóhoz nem meszsze, határja 3 nyomásbéli, erdőjök tsekély, földgye az őszit nehezen, a’ tavaszi vetést pedig könnyebben termi.”
1828-ban 49 házában 364 lakos élt. 1831-ben a falut súlyos kolerajárvány sújtotta, lakói részt vettek a járványt követő felvidéki parasztlázadásban.
Fényes Elek 1851-ben kiadott geográfiai szótárában így ír a faluról: „Tót-Jesztreb, tót falu, Zemplén vmegyében, a Tapoly vize déli oldalán, ut. p. Eperjes. Van itt 15 6/8 urbéri telek, 16 zsellér, mintegy 200 hold majorsági föld, 400 hold bikkes erdő, és 100 hold müveletlen térség. Földje 1 1/3 részben a Tapoly völgyében jó; a dombokon ellenben kopár, sovány. Lakja 70 romai, 190 görög kathol., 60 evang., 70 zsidó, r. kath. fiók-templommal. Birják gr. Forgách család és Vladár Tamás.”
1900-ban 321 lakosa volt.
Borovszky Samu monográfiasorozatának Zemplén vármegyét tárgyaló része szerint: „Tapolybánya, azelőtt Tótjesztreb. Tapoly völgyi tót kisközség 57 házzal és 321, nagyobbára gör. kath. vallású lakossal. Postája Sókút, távírója és vasúti állomása Varannó. Hajdan a mogyorósi vár, illetőleg a varannai uradalom tartozéka volt s már 1363-ban a Rozgonyiak voltak az urai. Egyébiránt a mogyorósi várbirtokok sorsában osztozott. Az újabb korban a Keczer, Almásy, Fáy, Károlyi, Berthóty, azután a Vladár s a gróf Forgách családok lettek az urai. Most nincs nagyobb birtokosa. Az 1663-iki pestis s az 1831-iki kolera ide is ellátogatott s lakosai részt vettek a pórlázadásban. 1893-ban az árvíz okozott itt nagy károkat. Római katholikus temploma a XVIII. század elején épült.”
A trianoni diktátumig Zemplén vármegye Varannói járásához tartozott.

## Népessége
| Év:            | 1994. | 2004.   | 2014.   | 2024.   |
| -------------- | ----- | ------- | ------- | ------- |
| Emberek száma: | 377   | 414     | 453     | 497     |
| Eltérés:       |       | +9,81 % | +9,42 % | +9,71 % |

| Év:            | 2023. | 2024. |
| -------------- | ----- | ----- |
| Emberek száma: | 497   | 497   |
| Eltérés:       |       | +0 %  |

1910-ben 316, túlnyomórészt szlovák lakosa volt.
2001-ben 390 lakosából 389 szlovák volt.
2011-ben 449 lakosából 327 szlovák és 117 cigány.

## Nevezetességei
- A Szentháromság tiszteletére szentelt római katolikus temploma 1930-ban épült.
- A Szentlélek tiszteletére szentelt görögkatolikus temploma 1939-ben épült.